# Fortunato Mizzi
Fortunato Mizzi (ur. 15 lipca 1844, zm. 18 maja 1905 w Valletcie) – maltański prawnik i polityk.

## Biografia
Urodzony 15 lipca 1844 jako syn Francesco Mizziego i Marianny Galea, Fortunato Mizzi był potomkiem starej włosko-maltańskiej rodziny, której przodek Pietro Mizzi wyemigrował w 1655 z Włoch na Gozo.
Mizzi był członkiem prowłoskiej społeczności maltańskiej i wykazywał w swojej działalności politycznej silne poparcie dla włoskiego Risorgimento i stawał w obronie kultury włoskiej i oficjalnego używania języka włoskiego na Malcie.
W 1880 Mizzi założył Partito Anti-Riformista, a później Partito Nazionale (dzisiejszą Partię Narodową). Prowadził kampanię na rzecz uchwalenia nowej konstytucji na bazie tej, która powstała w 1849.
Mizzi odegrał kluczową rolę w uzyskaniu liberalnych i postępowych zmian konstytucyjnych dla kraju w okresie kolonialnym i przypisuje się mu rozpoczęcie procesu, który ostatecznie doprowadził do niepodległości Malty.
W 1871 Fortunato Mizzi poślubił Marię Sofię (Marie Sophie) Folliero de Luna, urodzoną w Marsylii 17 lutego 1847, zmarłą w Valletcie 5 sierpnia 1903, córkę Giuseppe Folliero de Luny, wicekonsula Neapolu. Ich syn Enrico (Nerik) urodzony w 1885, na krótko przed śmiercią w 1950 został premierem Malty.
Fortunato Mizzi zmarł 18 maja 1905 w Valletcie.

## Upamiętnienie
W 1922 na fasadzie domu, w którym mieszkał Mizzi, przy 15 Old Mint Street w Valletcie została umieszczona tablica „lapide” z epitafium ku czci Fortunato Mizziego. Tablicę tę odsłonił ówczesny premier Joseph Howard w obecności sir Filippo Sciberrasa, innych członków Zgromadzenia Narodowego i bardzo licznej rzeszy zwolenników. Epitafium w języku włoskim wspominało, że Fortunato Mizzi mieszkał i zmarł w tym domu, i wywyższało jego liczne cnoty i oddanie sprawie narodowej. Na tablicy znajdowała się brązowa podobizna Mizziego o okrągłym kształcie wykonana przez rzeźbiarza Borysa Edwardsa, rosyjskiego emigranta.
Popiersie Fortunato Mizziego, odsłonięte w 1940, można zobaczyć w ogrodach Pincio w Rzymie, obok popiersia Pasquale Paoliego.
8 czerwca 1940 podczas antywłoskiego protestu, wywołanego odsłonięciem dzień wcześniej popiersia Fortunato Mizziego w ogrodach Pincio w Rzymie, zniszczona została tablica w Valletcie.
Nowa „lapide” Fortunato Mizziego, mająca wymiary 2 m x 1,27 m oraz wagę 400 kg, została przygotowana we Włoszech, wyrzeźbiona zaś przez Orlando Paladini Orlandiniego z białego marmuru trawertynowego. Miała replikę epitafium, otoczoną dwoma masywnymi fasces, zwieńczonymi brązowym popiersiem Mizziego. Replika „lapide” miała zostać umieszczona w tym samym miejscu w Valletcie, gdy tylko wyspa padnie pod naporem sił włoskich. Włochy wypowiedziały wojnę Wielkiej Brytanii i Francji dwa dni po protestach w Valletcie. W 1941 tablica została przeniesiona do bazyliki Santa Croce we Florencji, aby wystawić ją wśród pomników wielkich i potężnych Włochów. W 1943 została przeniesiona do magazynu i pozostała tam do 2019, kiedy to została podarowana Malcie przez Opera di Santa Croce. Aktualnie znajduje się na wystawie w Malta at War Museum w Birgu.
W latach pięćdziesiątych XX wieku wykonano trzecią tablicę, aby zastąpić tę zniszczoną w 1940, i umieszczono ją na Old Mint Street w Valletcie, gdzie znajduje się do dziś.